# 木村ミサ
木村 ミサ（きむら ミサ、1990年12月25日 - ）は、日本のモデル、アイドルプロデューサー。かつては女性アイドルグループ・むすびズムのメンバーでリーダーを務めた。アソビシステム所属。群馬県館林市出身。

## 略歴
読者モデルとしてキャリアをスタート。『Zipper』（祥伝社）等で活躍。
アイドル好きモデルとして知られ、『月刊アイドル横丁新聞』に連載「ミサラボ」を持ったり、2014年にはミスiD2015の選考委員を務めていた。
所属するアソビシステムのアイドルグループ・むすびズムのメンバーとして2014年の結成から2017年の解散まで活動。元々裏方としてプロジェクトに参加、メンバー選定にも関わっていたが、当初は自らアイドルとして活動するつもりはなかった。しかし、メンバーの椎名エルから「ミサちゃん入れてほしい」という話があり、加入することになった。
むすびズム解散後、IDOLATERなど社内のアイドル関係の部署にアドバイザー的立場で携わるようになり、社長から2021年に新たなアイドルグループ結成の打診があり、2022年2月に発足した新プロジェクト「KAWAII LAB.」の総合プロデューサーに就任。同年4月にデビューしたFRUITS ZIPPERのプロデュースを担当している。
私生活では、2019年に結婚を発表。2024年には第一子を出産した。

## 連載
- 本日の至福、このお茶一杯より。（2019年4月30日 - 、Hanako.tokyo）

## 出演

### ラジオ
- 木村ミサの推シゴトラジオ（2021年1月7日（6日深夜） - 2022年4月24日（23日深夜）、InterFM897）